# BNCコネクタ

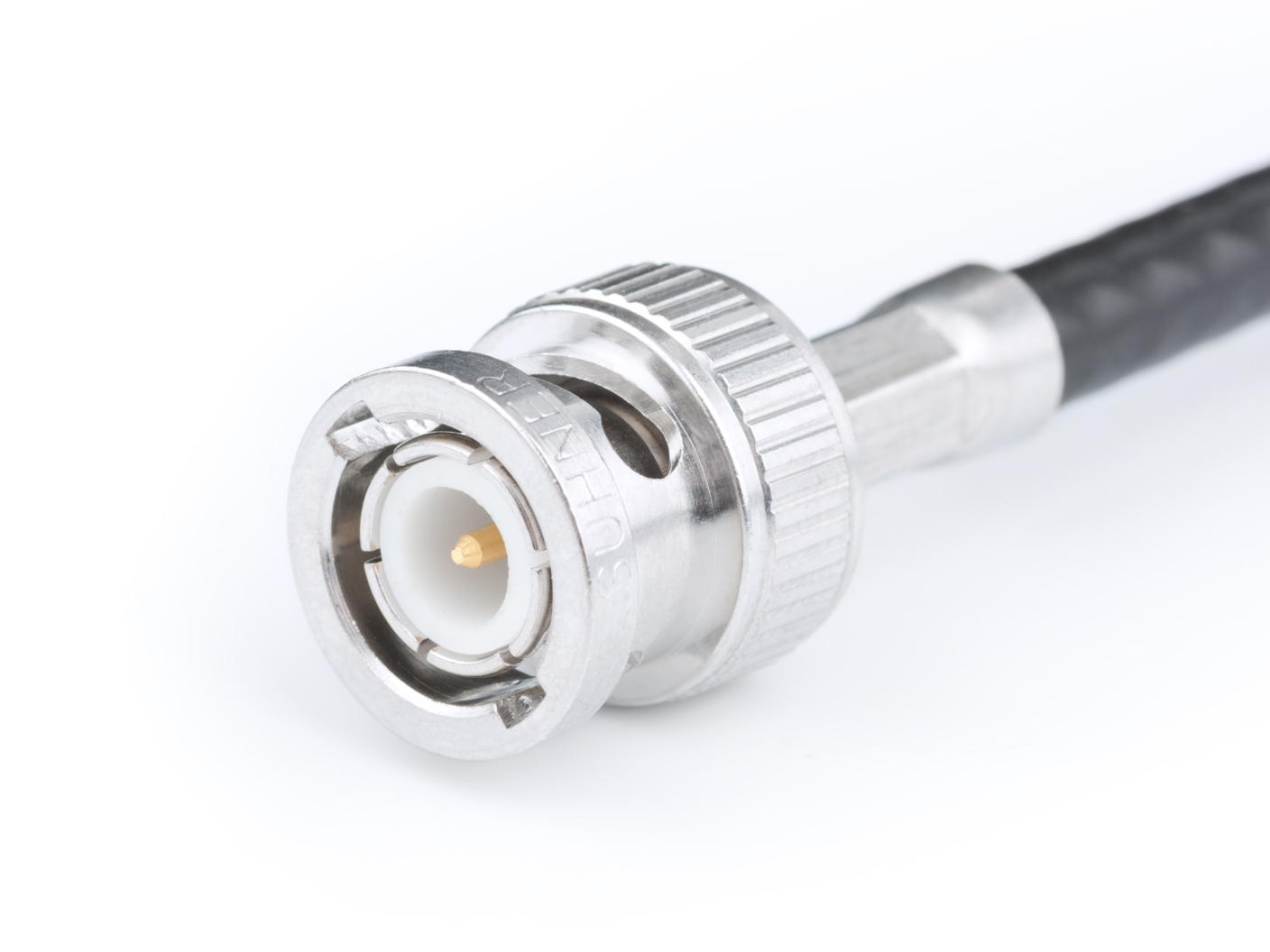
オスの50オームBNCコネクタ

BNCコネクタは、同軸ケーブルに使用される小型のクイック接続/切断無線周波数コネクタである。

## 説明

### インターフェース仕様
BNC及び他の多くのコネクタのインターフェース仕様はMIL-STD-348で参照することができる。メスコネクタに2つのバヨネットラグがあり、カップリングナットを1/4回転するだけで完全に嵌合させられる。ラジオ、テレビ、他の無線周波数電子機器、試験機器、およびビデオ信号の小型から超小型への同軸ケーブルで使用される。アークネット、IBM PC Networkやイーサネットの10BASE2バリアントなど初期のコンピュータネットワークで一般的に使用されていた。BNCコネクタは、50オームまたは75オームのケーブルの特性インピーダンスに一致するように作られている（アークネットの93オームなどの他のインピーダンスはあまり一般的ではないが利用可能である）。通常4 GHz未満の周波数と500ボルト未満の電圧に適用される。

## 使用

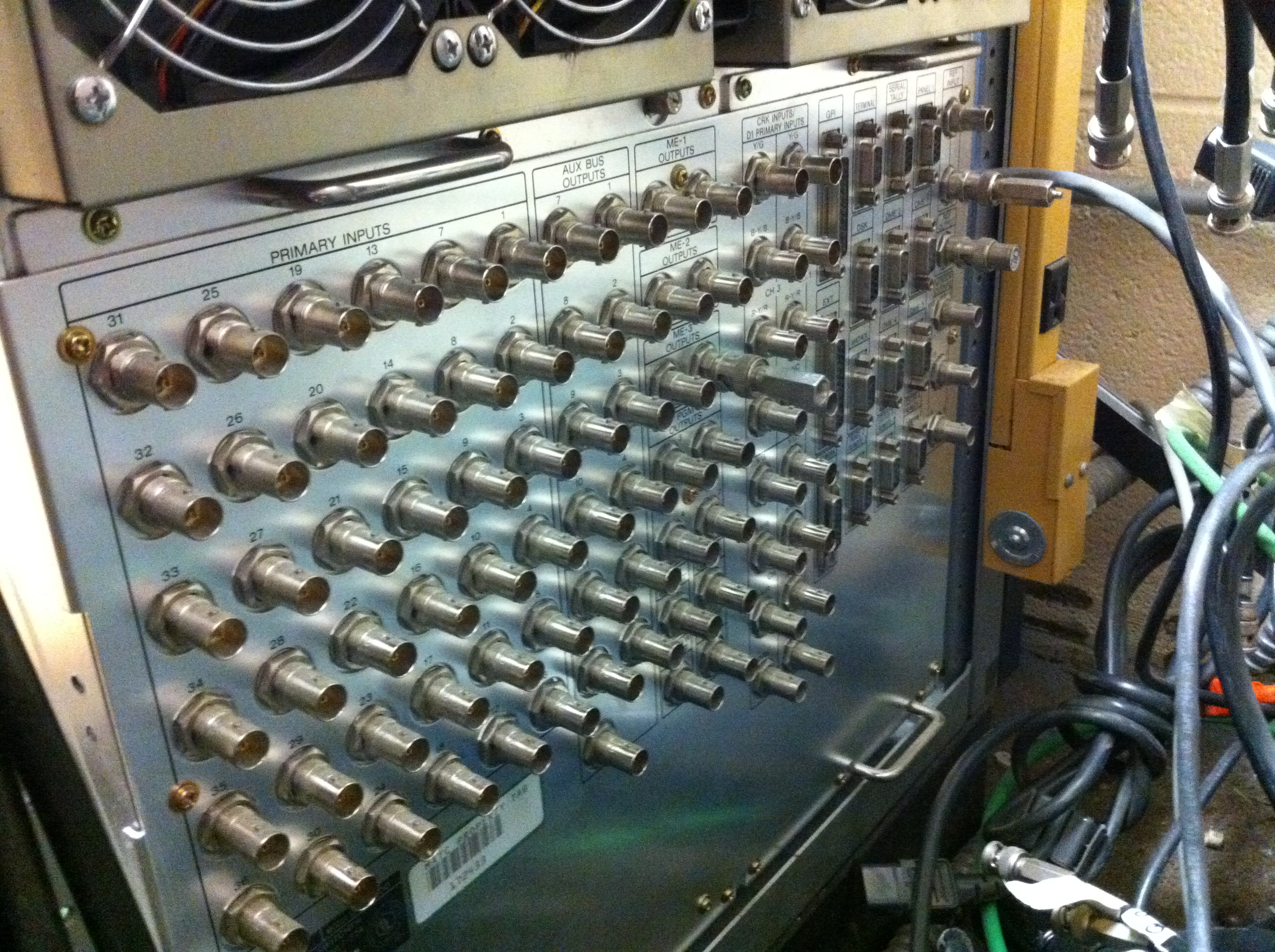
BNCコネクタの配列を有するビデオスイッチャーの背面

元々は軍事用に設計されており、2GHzまでのビデオおよびRF用途で広く受容されている。スロットが付いた外部の導体とオスメスごとにいくつかのプラスチックの誘電体を使用する。この誘電体によって、より高い周波数での損失が増加する。4 GHzを超えるとスロットが信号を放射する可能性があるため、コネクタは使用可能であるが約11GHzまでは必ずしも安定しているわけではない。50オームと75オームの両方のものを使用できる。次のような信号接続に使用される。
- アナログおよびシリアルデジタルインタフェースビデオ信号
- ラジオアンテナ
- 航空宇宙電子機器 (アビオニクス)
- 核計装
- 電気計器

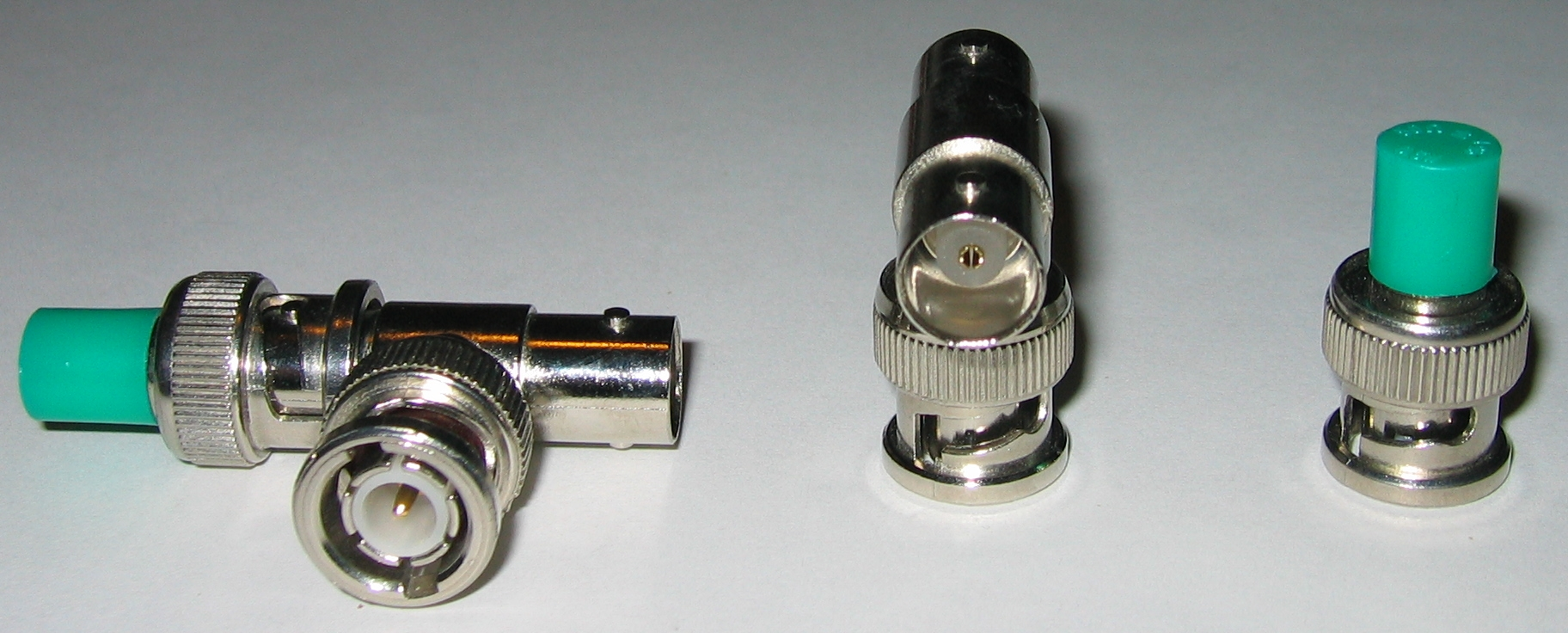
抵抗負荷ターミネータを備えたBNCティーコネクタ

BNCコネクタは、商用ビデオデバイスのコンポジットビデオに使用される。RCAコネクタのジャックを備えた家電はアダプタを挿入することによりBNCのみ使用できる商用ビデオ機器で使用することができる。BNC接続はレコーディングスタジオでも見られ、デジタルレコーディング機器はワードクロックのタイミング信号の送信を介してさまざまなコンポの同期のために接続を使用する。
通常、オスのコネクタがケーブルに取り付けられ、メスのコネクタは機器のパネルに取り付けられる。ケーブルコネクタは多くの場合、特殊な電源または手動の道具を使用して圧着するように設計される。外側のジャケット、シールドブレード、および内側の誘電体を正しい長さに剥がすワイヤーストリッパーが使用される。

## 起源
このコネクタはバヨネットマウントロック機構とその発明者であるPaul NeillとCarl ConcelmanにちなんでBNC(Bayonet Neill–Concelman)と命名された。Neillはベル研究所に勤務しており、Nコネクタも発明している。ConcelmanはAmphenolに勤務し、Cコネクタも発明している。
BNCコネクタの開発の基礎は、主にペンシルベニア大学のムーア電気工学スクールの卒業生であるOctavio M. Salatiの業績である。彼は1945年、Hazeltine Electronics Corporationに勤務している間、波の反射/損失を最小限に抑える同軸ケーブル用のコネクタの特許を出願した。この特許は1951年に認められた。

## 種類と互換性

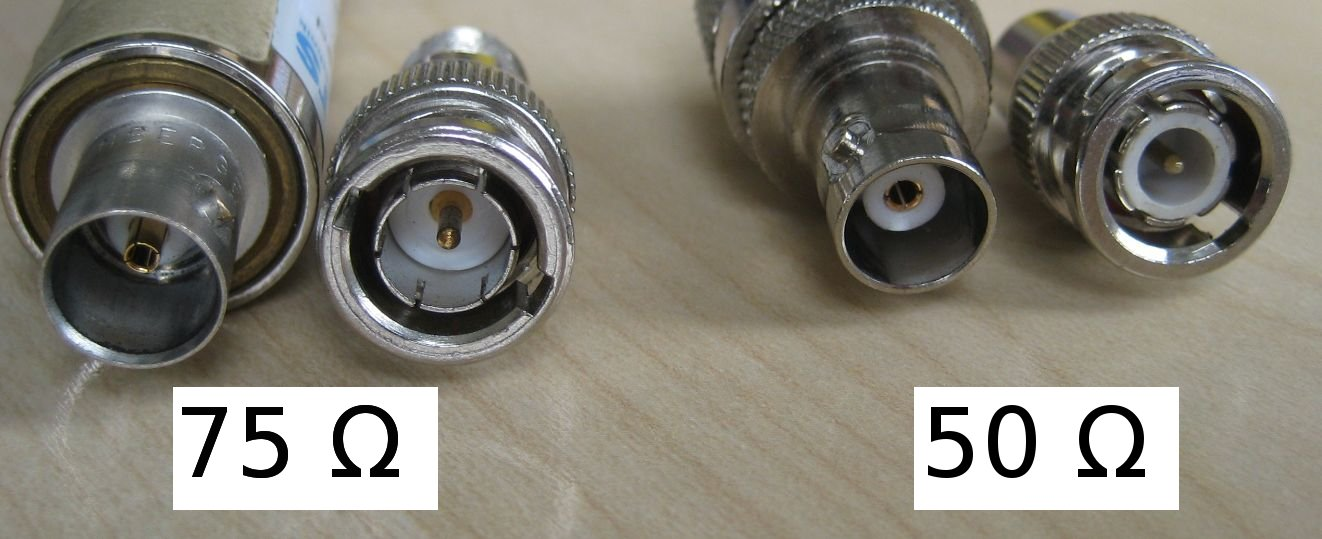
BNCコネクタ。左から75 Ωメス、75 Ωオス、50 Ωメス、50 Ωオス

### 種類
BNCコネクタは最も一般的には50オームと75オームのものが製造されており、同じ特性インピーダンスのケーブルで用いるのに適合している。75オームのものは嵌合端の誘電体が減少するか存在しないことで認識することができる場合があるが、信頼できるものではない。1970年代初頭に75オームのコネクタで誘電体を赤に着色するという提案があり時おり行われたが標準にはならなかった。75オームのものは50オームのものとは寸法がわずかに異なるが、2つを組み合わせることはできる。50オームのコネクタは通常最大4GHzの周波数で使用するように指定されており、75オームのものは最大2GHzで使用するように指定されている。
ビデオ（特にHDビデオ信号）およびDS3 Telco central office applicationsは主に75オームのBNCコネクタを使用するが、50オームのコネクタはデータおよびRFに使用される。多くのVHF受信機は75オームのアンテナ入力を使用していたため、75オームのBNCコネクタを使用することがしばしばあった。
逆極性BNC (RP-BNC) は、インターフェースの極性を逆にするBNC仕様のバリエーションである。この種のコネクタでは、通常ジャックに見られるメスの接点はプラグにあり、プラグに通常みられるオスの接点はジャックにある。これにより、逆極性インターフェースコネクタが標準インターフェースコネクタと結合しないことが保証される。SHVコネクタはこの逆極性構成を使用する高電圧BNCのバリエーションである。
Mini BNCやHigh Density BNC (HD BNC)と呼ばれるBNCコネクタの小さいものは、Amphenolにより製造されている。元の使用の電気的特性を維持しつつ占める面積が小さいため回路基板や機器の背面板での充填密度が高くなる。これらのコネクタは真の75オームのインピーダンスを備えているためHDビデオの用途に適している。

### 互換性

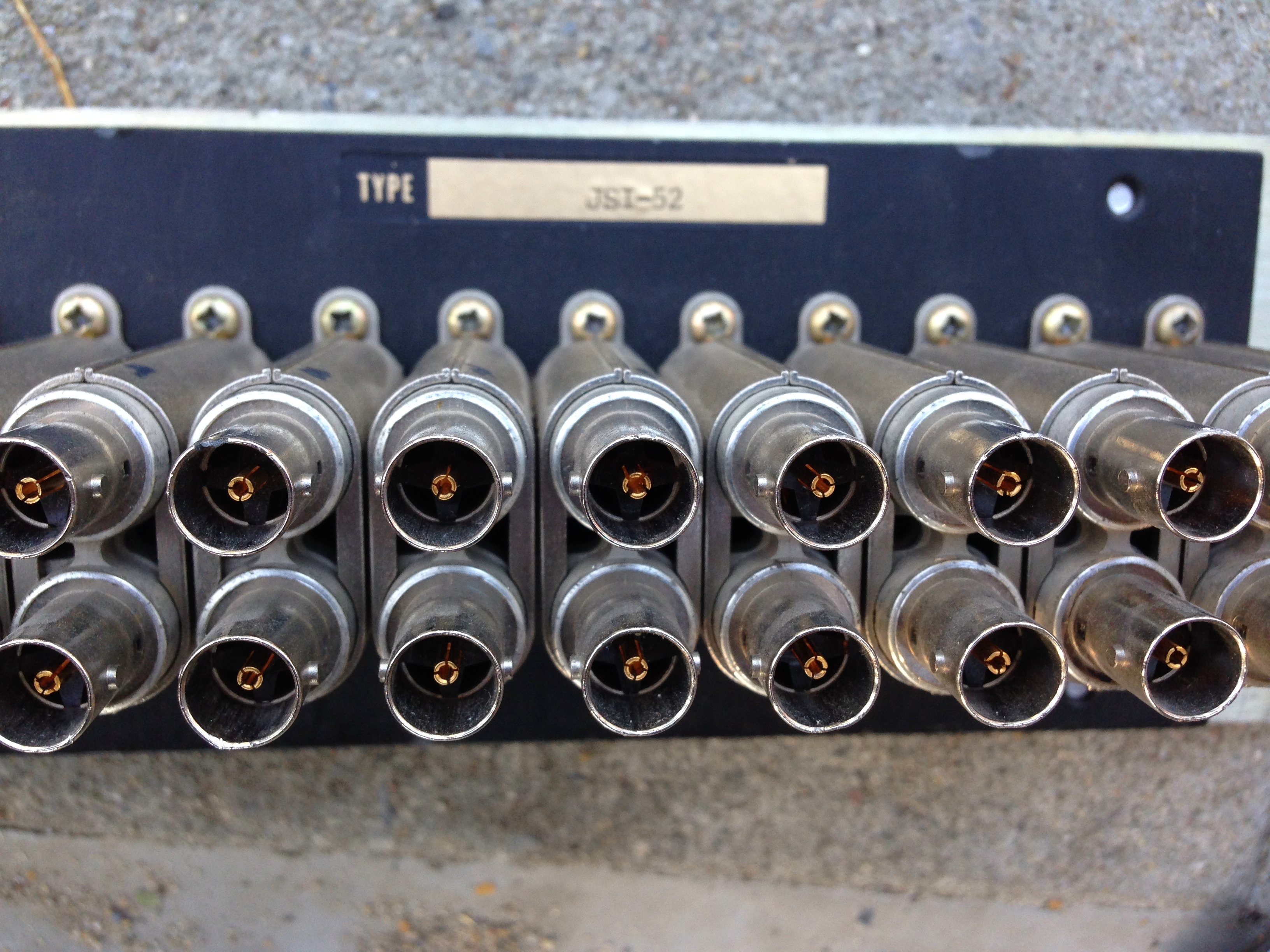
BNCジャックが近接しているパッチパネルの背面図

異なるものであっても互いに嵌合するように設計されており、2007IEC規格であるIEC 60169-8に準拠する75オームと50オームのBNCコネクタは非破壊的に嵌合する。少なくとも1つのメーカーは、コネクタの互換性について非常に高い信頼性を主張している。
10 MHz未満の周波数では、50オームのコネクタまたはケーブルと75オームのものとの間のインピーダンスのミスマッチによる影響はごくわずかである。BNCコネクタはケーブルのあらゆるインピーダンスで使用するために元々50オームでのみ製造されていた。ただしこの周波数を超えるとミスマッチが次第に大きくなり、信号の反射につながる可能性がある。